# Коршунов, Александр Викторович (политик)
Александр Викторович Коршунов (молд.  / рум. Александру Викторович Коршунов / Alexandru Victorovici Korșunov, укр. Олександр Вікторович Коршунов; род. 2 апреля 1968, Бельцы, Молдавская ССР, СССР) — государственный и политический деятель Приднестровской Молдавской Республики. Депутат Верховного совета Приднестровской Молдавской Республики V—VII созывов с 12 декабря 2010. Председатель Верховного Совета Приднестровской Молдавской Республики VI—VII созывов с 6 февраля 2019.

## Биография
Родился 2 апреля 1968 в городе Бельцы Молдавской ССР. В 1974 семья переехала в Бендеры.

### Образование
В 1985 окончил среднюю школу № 1 города Бендеры.
С 1985 по 1991 обучался в Харьковском авиационном институте имени Н. Е. Жуковского (Украинская ССР), который окончил с отличием по специальности «инженер-конструктор-технолог радиоэлектронной аппаратуры».
В 1999 поступил в Белгородский университет потребительской кооперации, который закончил в 2002 по специальности «юриспруденция».
В июне 2011 окончил Белгородский государственный национальный исследовательский университет по специальности «государственное и муниципальное управление».

### Трудовая деятельность
В 1991 был принят на работу в цех РРЛ ТУСМ-5 инженером радиорелейной станции.
С 1992 по 1996 служил в городской милиции города Бендеры (лейтенант милиции).
С 1996 работал инженером-программистом на предприятии ООО «Птица», в 2005 стал его руководителем.

### Политическая деятельность
Политическую карьеру начал депутатом Бендерского городского Совета народных депутатов XXIII и XXIV созывов с 2010 года. Председатель постоянной депутатской комиссии по промышленности, архитектуре, муниципальной собственности и земельным ресурсам.
12 декабря 2010 был избран депутатом Верховного совета Приднестровской Молдавской Республики V созыва от партии «Обновление» (член партии с 2007).
29 ноября 2015 избран депутатом Верховного совета Приднестровской Молдавской республики VI созыва. Возглавлял парламентский комитет по экономической политике, бюджету и финансам.
6 февраля 2019 избран Председателем Верховного Совета Приднестровской Молдавской Республики VI созыва.
29 ноября 2020 избран депутатом Верховного совета Приднестровской Молдавской республики VII созыва (избирательный округ № 1 «Солнечный», Бендеры).
8 декабря 2020 избран Председателем Верховного Совета Приднестровской Молдавской Республики VII созыва.

## Награды
- Грамота Президента Приднестровской Молдавской Республики
- Благодарственное письмо Председателя Верховного Совета Приднестровской Молдавской Республики
- Медаль «За отличие в труде»
- Орден «Трудовая слава»
- Орден Почёта ПМР[4]